# ويليام مورغان (لغوي)
ويليام مورغان (بالإنجليزية: William Morgan)‏ (و. 1545 – 1604 م) هو لغوي، وقسيس، ومترجم، ومترجم الكتاب المقدس ‏ ويلزي، توفي عن عمر يناهز 59 عاماً.

## مناصب
تولى منصب Bishop of Llandaff ‏ (20 يوليو 1595–17 سبتمبر 1601).

## معرض صور

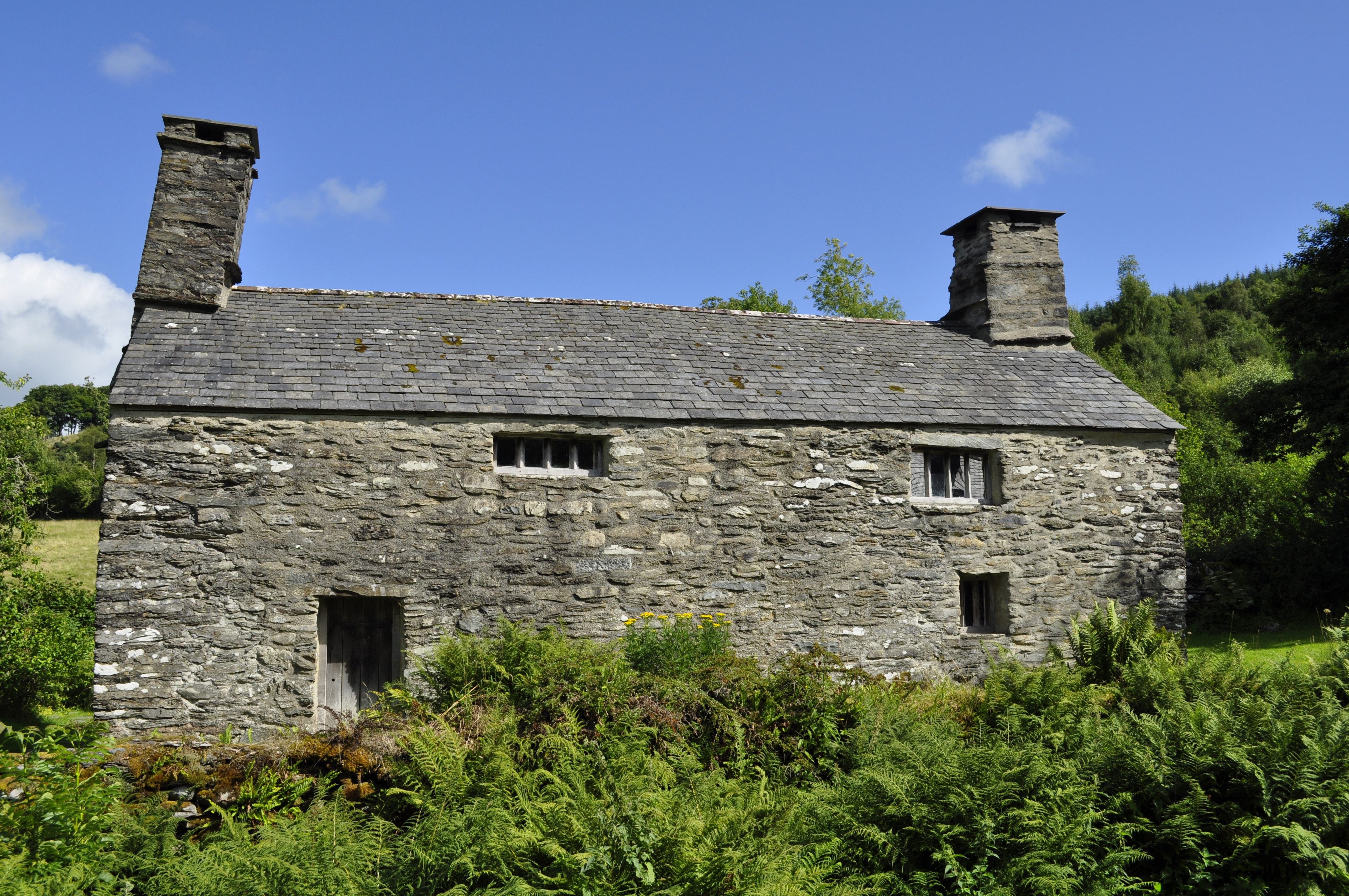
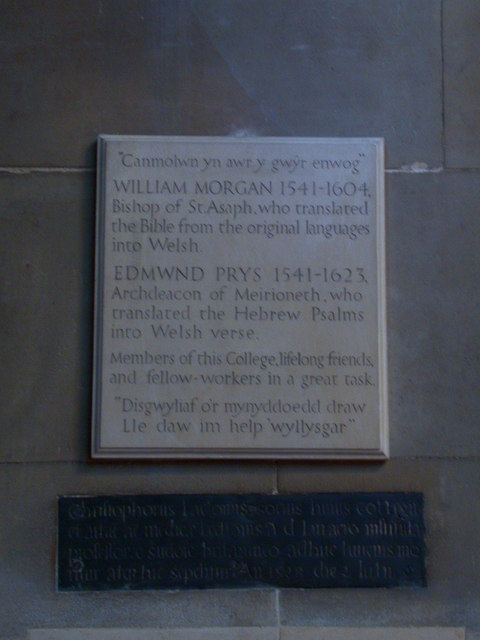
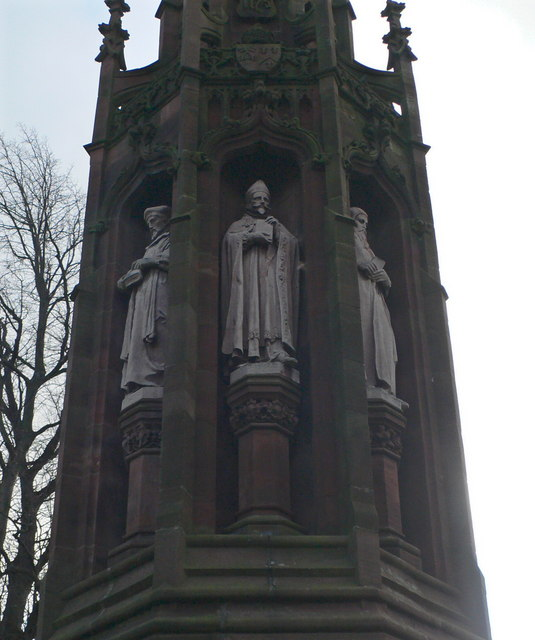
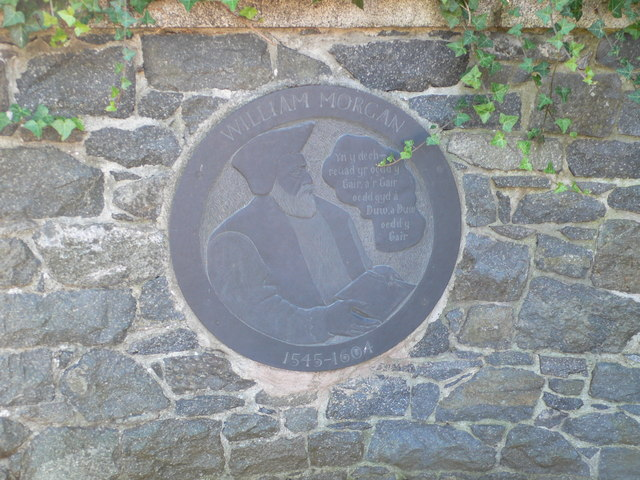

## التعليم
تعلم في كلية سانت جونز.